# 고교철권전 터프
고교철권전 터프(일본어: 高校鉄拳伝タフ)는 일본의 만화가 사루와타리 데쓰야의 만화이다. 일본의 암살 무술인 나다신영류 가문의 당주 후계자이자 고등학생인 미야자와 키이치(일명 키보)가 나다신영류의 당주가 되어가는 과정과 이종격투기 시합에 출전하여 보이는 활약상을 그린 만화이다. 1부는 키보가 나다신영류를 익히는 과정과 지하 격투장에서 성인 격투선수들을 상대로 목숨을 건 대결을 펼치는 내용이며 2부에서는 키보가 이종격투기 선수로 데뷔하여 세계 각국의 강력한 무술의 달인들과 승부를 겨루는 내용이다.

## 등장인물

### 나다신영류 가문
- 미야자와 키이치(일명 키보)

공업고등학교에 재학 중인 고 1의 불량학생. 학업은 사실상 포기상태이며 학교를 다니는 목적이 개근상을 받기 위해서이다. 하지만 싸움에는 천부적 재능을 타고났기 때문에 아무리 강력한 상대라 해도 거의 패하지 않는다. 훗날 아버지의 뒤를 이어 나다신영류의 당주가 된다. 당주가 되기 전에는 지하 격투장에서 유명 프로레슬러인 아이언 키바가 대전상대를 주선하여 목숨을 건 사투를 반복하였으며 이 과정에서 사촌인 에드워드 가르시아를 대전 도중 키류의 꾐에 빠져 살해하고 말았다. 아버지가 사고를 당해 아버지로부터 당주의 자리를 물려받은 이후에는 이종격투기 선수로 데뷔하여 하이퍼 배틀에 참가한다. 하이퍼 배틀에서 아버지인 세이코와 맞붙어 신승을 거두고 결승에 진출한다.
- 미야자와 세이코

키보의 아버지, 순한 호랑이. 전(前) 나다신영류의 당주. 아들인 키보를 차기 나다신영류의 전승자로 삼기 위해 키보를 극도로 엄하고, 엄하다 못해 매우 혹독하게 키우며 단련시켰다. 키보에게는 나다신영류의 당주로서 제구실을 하게 만들기 위해 어쩔 수 없이 혹독하게 키웠으나 그 천성은 선량하며 부드럽고 순박하기까지 하다. 훗날 큰 부상을 당해 전신마비가 되고 이로 인하여 고등학생인 아들 키보에게 당주의 자리를 계승시키고 은거하지만 전신마비를 극복해내고 아들의 성장을 확인하기 위해 하이퍼 배틀 준결승전에서 아들인 키보와 맞선다.
- 미야자와 키류

세이코의 일란성 쌍둥이 형. 키보에게는 큰아버지가 된다. 난폭한 용. 나다신영류의 권법을 사용하는 자로 세이코를 불구로 만들었다. 그는 존재 자체가 악몽이라 불릴 정도로 엄청난 싸움실력과 난폭한 성격을 갖고 있다. 아이언 키바와 마찬가지로 키보에게 계속 강적과 겨루게 하지만 키보의 실력을 키워 정당하게 겨루려는 아이언 키바와는 달리 키류의 목적은 키보를 살해하는 것이다.
- 손오

세이코, 키류의 형. 전설적인 격투가라 불린다.

### 지하 격투장
- 아이언 키바

전설적인 프로레슬러이자 프로레슬링계의 거성. 키보의 아버지인 세이코와 혈투를 벌인 적이 있으며 이 대결에서 애꾸가 되었다. 세이코의 아들 키보가 자신이 주선한 명망높은 격투가들을 모두 쓰러뜨리자 자신이 직접 키보와 겨뤘다. 박빙의 승부를 연출한 끝에 키보를 간신히 제압한 아이언 키바였으나 그 후유증으로 전신마비가 되었다. 이후 재기하기 위해 에드워드 가르시아와 겨루지만 패하고 사망했다. 아이언 키바는 죽으면서 이종격투기 대회인 하이퍼 배틀을 개최하고 자신이 살아생전 모은 전재산을 하이퍼 배틀 우승자에게 상속한다는 유언을 남기고 사망했다.
- 에드워드 가르시아

키류의 정자를 채취하여 인공수정으로 탄생시킨 격투가. 결과적으로 키보의 사촌이 된다. 인간이라기 보다는 살인기계에 더 가까운 뛰어난 싸움실력을 지녀 아이언 키바를 살해하기도 했으나 키보와 겨루는 도중 키류의 꾐에 넘어가서 인마살상용 필살기를 사용한 키보에게 살해당했다.